# Ermüdung (Physiologie)
Ermüdung ist eine zumeist vorübergehende (reversible) Minderung der physischen und/oder psychischen Leistungsfähigkeit. Man unterscheidet zwischen der psychischen Ermüdung des Zentralnervensystems (ZNS) und der peripheren, physischen Ermüdung der Muskulatur.

## Physische Ermüdung
Die periphere oder physische (körperliche) Ermüdung ist die verminderte Kraft eines oder mehrerer Muskeln im Vergleich zu der sonst in Abhängigkeit von der individuellen körperlichen Leistungsfähigkeit zu erwartenden Kraft. Sie tritt vor allem bei einer lokalen Belastung und einem schlechten Trainingszustand auf. Die verminderte Leistungsfähigkeit ist umkehrbar und kann teilweise durch einen vermehrten Einsatz kompensiert werden. Bei Ermüdung von bis zu einem Siebtel der Muskelmasse gilt die Ermüdung als lokal, darüber hinaus als allgemein. Dass die lokale Ermüdung disziplinspezifisch ist, ist grundsätzlich bekannt. Beim Skilanglauf erfolgt während des Rennens eine Laktatumverteilung zwischen den beanspruchten und den weniger beanspruchten Muskeln. Das hat zur Folge, dass beim Doppelarmschwung, wenn die Arme mehr Laktat produzieren als die Beine und als sie selbst verarbeiten können, bei der Bergabfahrt das Laktat auf die großen Beinmuskeln verteilt und dort ab- und umgebaut wird. Die lokale Muskelausdauer von Skilangläufern (Ganzkörperbelastung), Orientierungsläufern (Unterkörperbelastung) und Kanuten (Oberkörperbelastung) internationaler Klasse zeigte, dass nicht nur die in der Sportart selbst zum Einsatz kommende Muskelmasse, sondern auch der Trainingsumfang bei der Anpassung der lokalen Muskeldurchblutung eine Rolle spielt.

## Psychische Ermüdung
Die zentrale (ZNS) oder psychische (mentale) Ermüdung kann unabhängig von der muskulären Ermüdung auftreten und zeigt sich zumeist durch subjektive Empfindungen und eine sichtbare Verschlechterung der Bewegungskoordination. Sie tritt vor allem bei komplizierten und komplexen Belastungen auf. Die Minderung der Leistungsfähigkeit ist hier Folge einer gestörten zentralnervösen Steuerung. Eine zentrale Stellung nimmt die Formatio reticularis ein, ein Bereich des Gehirns, der die übrigen motorischen Systeme des zentralen Nervensystems hemmt. Die Hemmprozesse wirken sich unter anderem in einer Beeinträchtigung der Informationsaufnahme (Sinneswahrnehmung) und einer langsameren Informationsweiterleitung und Informationsverarbeitung aus. Bei der Tolerierung von Belastungen handelt es sich aus psychologischer Sicht um einen Bewältigungsprozess.

## Symptome
Aus sportmedizinischer Sicht lassen sich bei der Ermüdung subjektive und objektive Symptome feststellen, die für eine Einschätzung beziehungsweise Beurteilung des Ermüdungsgrades herangezogen werden. Die Korrelation zwischen den subjektiven Angaben von Ermüdung und den objektiv nachweisbaren Faktoren ist gering und hängt stark von dem Trainingszustand und der sportlichen Erfahrung der betreffenden Person ab. So wird eine untrainierte Person psychologisch eine geringere Beanspruchung tolerieren als zum Beispiel ein Leistungssportler.

### Subjektive
- Gefühl der Erschöpfung
- Augenflimmern
- Ohrensausen (Tinnitus)
- Atemnot (Dyspnoe)
- Übelkeit (Nausea)
- Abgeschlagenheit
- Teilnahmslosigkeit (Apathie) gegen äußere Reize
- Muskelschmerz (Myalgie)

### Objektive
- Nachlassende Muskelkraft
- Verlängerte Refraktärzeit
- Ansteigende Reizschwelle
- Verminderte Reflexantworten
- Muskelzittern (Tremor)
- Koordinationsstörungen
- Elektrolytverschiebungen, Laktatanstieg, pH-Wert-Änderungen, Glykogenverarmung, Hormonspiegelabnahme
- Veränderungen der Hirnstromaktivität (EEG)
- Konzentrations- und Aufmerksamkeitsminderung, Verschlechterung der Wahrnehmungsfähigkeit

## Ursachen
Mögliche Ermüdungsursachen, insbesondere in Hinblick auf ein Ausdauertraining sind:
- Verarmung der Energiereserven (Kreatinphosphat, Glykogen)
- Anhäufung von Stoffwechselzwischen- und -endsubstanzen (Laktat, Harnstoff)
- Enzymhemmung durch Übersäuerung oder Konzentrationsänderungen der Enzyme
- Elektrolytverschiebung (Kalium und Calcium an der Zellmembran)
- Verarmung von Hormonen bei ständig starker Beanspruchung (Adrenalin und Noradrenalin als Neurotransmitter, Dopamin im Zentralnervensystem)
- Veränderungen an Zellorganellen (Mitochondrien und am Zellkern)
- Hemmprozesse im Zentralnervensystem wegen monotoner Belastungen (Überforderung durch Unterforderung)
- Regulationsänderungen im zellulären Bereich auf der Ebene einzelner Organsysteme bezüglich der integrierenden Steuerzentrale

## Ermüdung als Schutzmechanismus
Als normales Regenerationsphänomen gilt die Ermüdung als physiologischer Schutzmechanismus zur Erhaltung der Homöostase und wird als akute Müdigkeit bezeichnet.

## Ermüdungsresistenz
Über einen gewissen Zeitraum können Ermüdungsprozesse mehr oder weniger kompensiert werden. Die sogenannte Ermüdungsresistenz wird durch folgende Faktoren beeinflusst, von denen besonders der Trainingszustand und die Motivation von Bedeutung sind:
- Ausgangslage (Trainingszustand, Alter, Gesundheitszustand, Geschlecht)
- die vorausgegangene Belastung (Dauer, Intensität, Trainingsform)
- Einstellung des Athleten zur Belastung (Motivation, Interesse)
- psychische Belastbarkeit